# Diecéze Lafayette v Louisianě
Diecéze Lafayette v Louisianě (latinsky Dioecesis Lafayettensis) je římskokatolická diecéze sufragánní vůči neworleanské arcidiecézi. Její teritorium zahrnuje část státu Louisiana, konkrétně civilní farnosti Acadia, Evangeline, Iberia, Lafayette, St. Landry, St. Martin a Vermilion. Katedrálou je kostel sv. Jana Evangelisty v Lafayette.

## Stručná historie

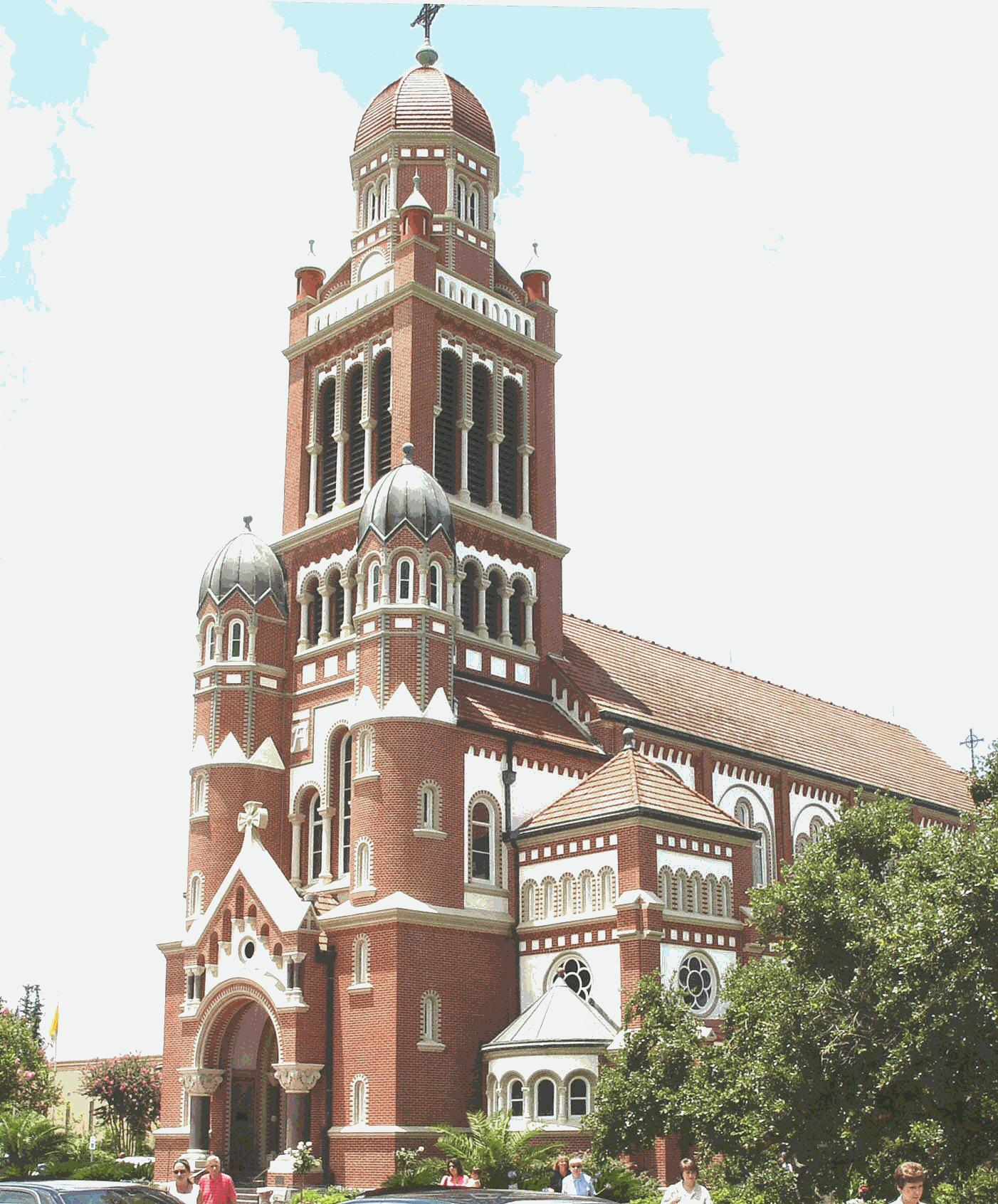
sv. Jana Evangelisty v Lafayette.

Papež Benedikt XV. dne 11. ledna 1918 vydal bulu A multis iam annis, jímž z neworleanské arcidiecéze vyčlenil diecézi Lafayette, která byla podřízena jako sufragánní neworleanské arcidiecézi. 30. října 1959 vydal papež Jan XXIII. apoštolský list Caelesti coruscans, v němž prohlásil za hlavní patronku diecéze Pannu Marii Neposkvrněnou a za vedlejšího patrona sv. Jana Mariu Vianneye.